# Daniel Angeli
Daniel Angeli (* 3. září 1943, Paříž, 14. obvod) je francouzský novinářský fotograf. Někdy se mu přezdívalo "král paparazziů", v roce 1968 založil tiskovou agenturu Angeli.

## Životopis
Daniel Angeli začal svou kariéru jako laboratorní asistent v šestnácti letech v agentuře Dalmas. Velmi brzy jej začali posílat na fotografickou dokumentaci pařížských večerů, poté byl agenturou poslán, aby se postaral o její pobočku na letišti v Orly, kde fotografoval hvězdy z celého světa, které přilétaly do francouzského hlavního města.
Dne 3. června 1962 ráno byl na svém stanovišti u terminálu, když došlo ke srážce při vzletu, na konci dráhy, "Château de Sully" a Boeing 707 společnosti Air France směřující do Atlanty. Poté v přestrojení za vrátného fotografoval drama. Jeho fotografie se dostaly na mnoho titulních stran. Jeho kariéra byla zahájena.
V roce 1968 založil agenturu Angeli a fotografoval celebrity pro masový tisk. Na jaře v Cannes, na filmovém festivalu; léto v Saint-Tropez ; zimu v Gstaadu a Sv. Mořici. Navázal spojení s tehdejšími osobnostmi, Aristotelem Onassisem, Elizabeth Taylorovou, Johnem Lennonem...
V létě 1977 vyfotografoval šéfa italské automobilky Fiat Gianniho Agnelliho , jak nahý skáče ze své lodi. Tato fotografie tehdy způsobila skandál, protože generální ředitel Fiatu byl právě unesen. Tato fotografie Agnelliho je dnes jednou z nejznámějších Daniela Angeliho a zůstává symbolem paparazzi fotografie.
V roce 1996 se setkal s Johnnym Hallydayem a stal se jeho přítelem a oficiálním rockerovým fotografem. Do roku 2012 Daniel Angeli zvěčnil všechny okamžiky jeho života.
Na svém kontě má více než padesát titulních stránek Paris Match.

## Výstavy
- 2003: Le regard des autres, Galerie 27
- 2006: Raymond Depardon et ses invités, Les Rencontres d'Arles
- 2008: Pigozzi and the Paparazzi, Nadace Helmuta Newtona, Berlín
- 2008: Un paparazzo à la mer, Vannes
- 2012: Daniel Angeli - Icônes, Paris, galerie Art District (hôtel Royal Monceau)
- 2018: Hommage à Johnny Hallyday[nedostupný zdroj], Levallois-Perret, hôtel de ville.
- 2019: Et ils créèrent Saint-Tropez, Saint-Tropez; na podporu kardiochirurgie
- 2021: Daniel Angeli Paparazzi de A à Z, střecha Grande Arche de la Défense, 7. srpna 2021 - 30. ledna 2022[8].